# Encuentro de Jaraneros y Decimistas
El Encuentro de Jaraneros y Decimistas es un festival musical anual que se realiza en el centro histórico de Tlacotalpan, Veracruz, y está dedicado a las diversas expresiones musicales agrupadas en el son jarocho y las diferentes formas versísticas asociadas llamadas décimas. Se celebra dentro de las festividades de la Virgen de la Candelaria entre los meses de enero y febrero. Dicho festival es considerado el pionero en su tipo y el de más antigua realización marcando con esa festividad el surgimiento del movimiento jaranero vivido a partir de los años 70. Se transmite de forma íntegra por Radio Educación, radiodifusora pública que ha participado en su organización desde sus inicios.

## Historia
A principios de los años 70 surgió en el estado de Veracruz una revitalización de las diversas expresiones musicales agrupadas en el son jarocho llamado "movimiento jaranero". Entusiastas del género como intérpretes, promotores y agrupaciones de jóvenes en entornos urbanos comenzaron la conformación de una nueva escena con el fin de proyectar hacia el exterior el valor intrínseco del son jarocho y sacarlo del contexto en el cual vivió a partir de los años 40 condicionado por, entre otros factores, la grabación de discos, las transmisiones radiofónicas e incluso factores sociales como el trabajo en ostionerías (restaurantes tradicionales veracruzanos) y festivales de danza folklórica. Dicho movimiento estudió los diferentes cánones de los sones jarochos con los maestros tradicionales, interpretó de nuevo sones ya olvidados y reivindicó las formas tradicionales de interpretación, promoviendo además la documentación y el estudio del género.
En ese contexto en 1978 el músico Salvador "El Negro" Ojeda y Felipe Oropeza, colaborador de Radio Educación, lograron que dicha emisora transmitiera en vivo desde Tlacotalpan un encuentro de jaraneros en homenaje a Agustín Lara. Ante el éxito de esta emisión, integrantes del movimiento jaranero y el entonces cronista de Tlacotalpan, Humberto Aguirre Tinoco organizaron en 1979 el Primer Encuentro Nacional de Jaraneros y Decimistas, dentro del Primer Concurso Nacional de Jaraneros organizado por el Fondo Nacional para Actividades Sociales (FONAPAS) del gobierno mexicano, la Casa de la Cultura de Tlacotalpan y Radio Educación.
Ese primer encuentro se realizó con 30 participantes frente a la iglesia principal de Tlacotalpan, pero los vientos del sitio no fueron favorables a la acústica y la transmisión, por lo que para la siguiente edición, en 1980, el festival se realizó en la Plaza de Doña Martha, ampliándose en los años posteriores al Parque Zaragoza. Igualmente divergencias entre los participantes sobre lo relativo de la metodología de evaluación del concurso provocó que en lo sucesivo no se realizara una competencia sino solamente un encuentro.
El festival se convertiría en una de las principales celebraciones culturales del son jarocho y del movimiento jaranero. En sus escenarios se presentan tanto músicos y agrupaciones tradicionales como nuevas y manifestaciones ligadas al son jarocho aunque estricta y musicalmente no lo sean. Este festival ha sido relevante para agrupaciones como Grupo Siquisirí, Mono blanco, Los cojolites, Son de madera, Los parientes, Cultivadores del son, Chuchumbé y Los Utrera, entre otros.